# Казакевич, Пётр Петрович
Петр Петрович Казакевич (род. 1 января 1955, деревня Рудск, Ивановский район, Брестская область) — белорусский учёный в области механизации сельского хозяйства. Доктор технических наук (1998 (1999)), профессор (2008), член-корреспондент Национальной академии наук Беларуси (2009).

## Биография
Окончил БСХА (1977). С 1978 по 2003 работал в Центральном научно-исследовательском институте механизации сельского хозяйства: младший, старший научный сотрудник, заведующий лабораторией механизации возделывания, уборки и переработки льна, заместитель директора по научной работе. С 2003 года — в Администрации Президента Республики Беларусь: главный советник, заведующий сектором стратегии развития сельского хозяйства. Одновременно — ведущий научный сотрудник лаборатории обработки почвы и посева НПЦ НАН Беларуси по механизации сельского хозяйства, а с 1999 по совместительству — профессор кафедры эксплуатации машинно-тракторного парка БГАТУ. 30 июня 2014 г. назначен заместителем Председателя Президиума НАН Беларуси.

## Научная деятельность
Научные работы в области механизации процессов агроэкологического улучшения частично залежных торфяников и загрязненных радиоактивными веществами почв, механической обработки почв, возделывания, уборки и переработки льна. Под его научным руководством разработан комплекс льноуборочных машин для комбайновой и раздельной уборки льна с применением рулонной технологии заготовки льноволокна, обоснована эффективность применения льноуборочных машин в условиях формирования льноуборочных отрядов при льнозаводах.
Автор более 125 научных работ, в том числе 4 монографий, 17 авторских свидетельств. Подготовил 1 доктора и 2 кандидатов наук.

### Основные работы
- Механизация уборки торфяников. — Мн., 1988 (вместе с В. Я. Ткаченко, А. М. Мацапурам).
- Обоснование формы ортогонального сечения симметричного плужного корпуса // Техника в сельском хозяйстве. — 1998. — № 5.
- О химическом составе льняной соломы и использовании отходов переработки льна : Моногр. / И. И. Карпунин, П. П. Казакевич, В. Н. Перевозников. — Мн.: ИМСХ НАН Беларуси, 2003.
- Перспективные технологии производства костровых и древеснокостровых плит : монография / И. И. Карпунин, П. П. Казакевич. — Мн.: ИМСХ НАН Беларуси, 2005.
- Техническое обеспечение земледелия : учеб. пособие для вузов / А. В. Новиков [и др.]. — Мн.: БГАТУ, 2006.
- Химия льна и перспективные технологии его углубленной переработки / И. И. Карпунин, И. А. Голубь, П. П. Казакевич. — Мн.: Белорусская наука, 2013.

## Награды
- Большая медаль НАН Беларуси (2025)[1]